# Зам’ятино (Арзамаський район)
Зам’ятино (рос. Замятино) — село в Арзамаському районі Нижньогородської області Російської Федерації.
Населення становить 171 особу. Входить до складу муніципального утворення Большетумановська сільрада.

## Історія
Від 2009 року входить до складу муніципального утворення Большетумановська сільрада.

## Населення
| 1999 | 2002 | 2010 |
| ---- | ---- | ---- |
| 262  | ↘202 | ↘171 |